# Grabowiec (powiat człuchowski)
Grabowiec – kolonia w Polsce położona w województwie pomorskim, w powiecie człuchowskim, w gminie Czarne. 
Miejscowość położona przy drodze wojewódzkiej nr , wchodzi w skład sołectwa „Nadziejowo”.
W latach 1975–1998 miejscowość administracyjnie należała do województwa słupskiego.